# Полобжа (деревня)
Полобжа — опустевшая деревня в Хвойнинском муниципальном округе Новгородской области.

## География
Находится в северо-восточной части Новгородской области на расстоянии приблизительно 23 км на юго-восток по прямой от районного центра Хвойная на берегу озера Полобжа.

## История
Была отмечена ещё на карте 1840 года. В 1910 году здесь (деревня Боровичского уезда Новгородской губернии) было учтено 36 дворов. До 2020 года входила в Дворищинское сельское поселение, в начале 2020 года некоторое время входила в Кабожское сельское поселение до его упразднения.

## Население
Численность населения: 202 человека (1910 год), 0 как в 2002 году, так и в 2010.